# Oancea (Galați)
Oancea ist eine Gemeinde im rumänischen Kreis Galați in der historischen Region Westmoldau.
Die Gemeinde Oancea mit insgesamt 1583 Einwohnern besteht aus den Dörfern Oancea mit 1422 Einwohnern und dem 2 Kilometer südlich davon gelegenen Slobozia Oancea mit 161 Einwohnern (Stand, Januar 2020).

## Geographische Lage

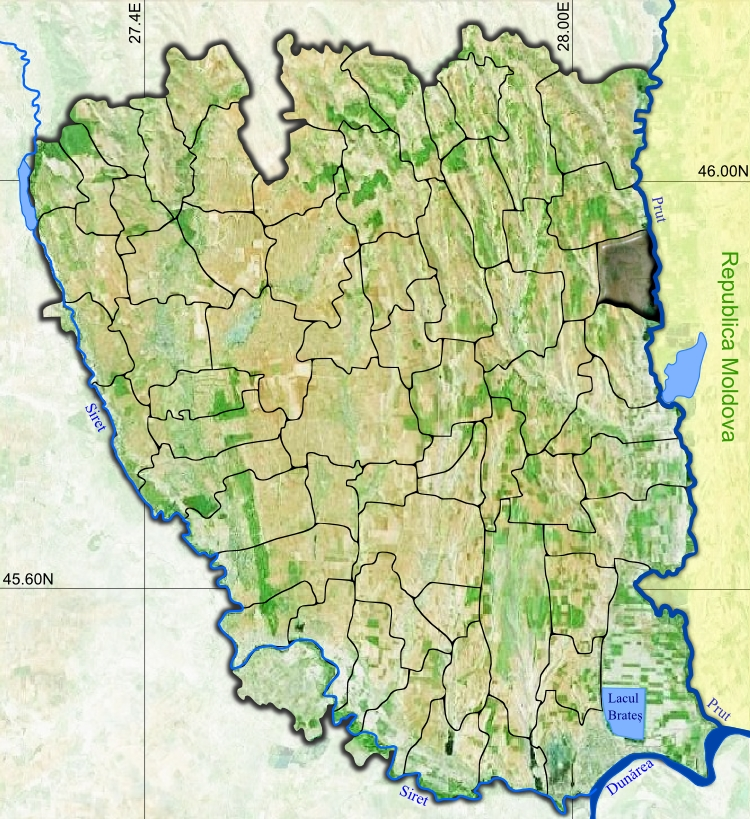
Lage der Gemeinde Oancea am Pruth im Kreis Galați

Auf einer Fläche von 5160 Hektar liegt die Gemeinde am rechten Ufer des Flusses Pruth im Osten des Kreises Galați. Durch die Ortschaften verläuft die Drum național 26, deren Abzweigung, die Drum național 26A über eine Brücke des Pruth, der hier die Grenze zwischen der Republik Moldau und Rumänien bildet, als R 34.1 weiter in die etwa 7 Kilometer östlich liegende, moldauische Stadt Cahul führt.
Die Kreishauptstadt Galați liegt 57 Kilometer südlich von Oancea.

## Geschichte
Die Ortschaft Oancea wurde erstmals 1521 urkundlich erwähnte.

## Bevölkerung
2011 lebten 1441 Menschen in der Gemeinde Oancea, davon waren 1382 Rumänen, neun Roma und der Rest machte keine Angaben zur Ethnie.

## Sehenswürdigkeiten
Im Ort sind zwei rumänisch-orthodoxe Kirchen. Eine davon ist die Sf. Ioan Botezătorul (Johannes der Täufer), 1882 errichtet und die Sf. Gheorghe 1912 bis 1924 errichtet.